# Yesung
Kim Kang-Hoon (hangul: 김강훈), mais conhecido em sua carreira musical pelo seu nome artístico Yesung (hangul: 예성) é um cantor, compositor, DJ e ator sul-coreano nascido no dia 24 de agosto de 1984, em Seul.
Ele é integrante e um dos vocalistas principais do grupo sul-coreano Super Junior, e dos subgrupos Super Junior-K.R.Y. e Super Junior-Happy. Em 2013, Yesung entrou para a segunda formação do grupo SM The Ballad. Yesung fez sua estreia como ator em 2015, atuando no drama Awl. Como artista solo, Yesung estreou em 19 de abril de 2016, com o extended play Here I Am.

## Biografia
Yesung nasceu em 24 de agosto de 1984 em Seul e mais tarde se mudou para Cheonan, em Chungcheong do Sul, aos 10 anos. Ele é o filho mais velho de dois; seu irmão mais novo se chama Kim Jongjin. Desde bem jovem, Yesung expressou interesse em cantar. Em 1999, se uniu a uma competição de canto e ficou em primeiro lugar na Cheonan Singing Competition. Em 2001, a mãe de Yesung o inscreveu numa audição para SM Entertainment através do Starlight Casting System, no qual impressionou os juízes com sua "voz artística", e se tornou trainee da SM Entertainment no mesmo ano.

## Discografia

### Extended plays (EP)
- 2016: Here I Am
- 2017: Spring Falling
- 2019: Pink Magic
- 2021: Beautiful Night
- 2023: Kimi to Iu Sakura no Hanabira ga Boku no Kokoro ni Maiorita
- 2023: Unfading Sense
- 2024: It's Complicated

### Trilhas sonoras e contribuições
| Ano  | Álbum                                    | Canção                 | Artista              |
| ---- | ---------------------------------------- | ---------------------- | -------------------- |
| 2006 | Hyena OST                                | The Night Chicago Died | Super Junior-K.R.Y.  |
| 2006 | Hyena OST                                | The One I Love         | Super Junior-K.R.Y.  |
| 2006 | Snow Flower OST                          | Stop Walking By        | Super Junior-K.R.Y.  |
| 2007 | Billie Jean, Look at Me OST              | Just You               | Super Junior-K.R.Y.  |
| 2007 | Attack on the Pin-Up Boys OST            | Are You Ready?         | Yesung               |
| 2008 | Tazza OST                                | Love Really Hurts      | Yesung               |
| 2009 | Partner OST                              | Dreaming Hero          | Super Junior-K.R.Y.  |
| 2009 | Namhansansung Musical OST                | The Trap of North Gate | Yesung               |
| 2010 | Cinderella's Sister OST                  | It Has to be You       | Yesung               |
| 2010 | The President OST                        | Loving You             | Yesung, Luna         |
| 2010 | Paradise Ranch OST                       | Waiting For You        | Yesung               |
| 2011 | Superstar K Theme Song                   | FLY                    | Super Junior-K.R.Y.  |
| 2011 | Cooperation (Part 1)                     | I Am Behind You        | Yesung, Jang Hye Jin |
| 2011 | Warrior Baek Dongsoo OST                 | For One Day            | Yesung               |
| 2012 | Yoon Il Sang's 21st Anniversary 'I’m 21' | Reminiscence           | Super Junior-K.R.Y.  |
| 2012 | I Do, I Do OST                           | She Over Flowers       | Yesung               |
| 2012 | To the Beautiful You OST                 | Sky                    | Super Junior-K.R.Y.  |
| 2012 | Ms Panda and Mr Hedgehog OST             | Loving You             | Super Junior-K.R.Y.  |
| 2012 | The King of Dramas OST                   | Blind for Love         | Yesung               |
| 2013 | That Winter, The Wind Blows OST          | Gray Paper             | Yesung               |
| 2014 | S.M. The Ballad Vol. 2 – Breath          | Blind                  | Yesung               |
| 2015 | Hwajung OST                              | Dreaming               | Yesung               |
| 2015 | Awl OST                                  | Really Miss You        | Yesung               |